# Konotacja (logika)
Konotacja – wprowadzone przez J.S. Milla bardziej techniczne określenie zwrotu „znaczenie nazwy”. Treść charakterystyczna nazwy N (ogół cech charakterystyczny dla zakresu nazwy N, taki, że przysługuje wszystkim desygnatom tej nazwy i tylko im) stanowi konotację nazwy N (treść językową) wtedy i tylko wtedy, gdy, dowolna osoba O, znająca i stosująca konwencje języka J, do którego należy rozpatrywana nazwa N, poinformowana o tym, że jakiś przedmiot p ma wszystkie cechy zawarte w treści nazwy N, może poprawnie rozstrzygnąć, czy dany przedmiot p jest desygnatem nazwy N.  Znaczenie nazwy, najogólniej rzecz biorąc, jest to sposób posługiwania się tą nazwą przez ludzi. 
Konotacja – cechy współoznaczane łącznie przez nazwę, tworzące jej treść, sens; (współ)oznaczenie zespołu cech wyrazu, kojarzących się wtórnie z jego głównym znaczeniem; tworzy warstwę skojarzeniową słowa.